# Killuminati 2K10
Albums de Outlawz
We Want In: The Street LP
(2008) Killuminati 2K11
(2011)
Killuminati 2K10 est une mixtape du groupe Outlawz, sortie le 31 octobre 2010.

## Liste des titres
| No  | Titre                                                | Contient un (des) sample(s) de | Durée |
| --- | ---------------------------------------------------- | ------------------------------ | ----- |
| 1.  | From the Bottom                                      |                                | 3:14  |
| 2.  | Dream Big                                            |                                | 5:07  |
| 3.  | Kush Dreams (featuring Freeway)                      |                                | 5:02  |
| 4.  | It Ain't Over                                        |                                | 4:16  |
| 5.  | Most of My Life                                      |                                | 5:00  |
| 6.  | I Can't Complain (featuring Stormey)                 |                                | 3:37  |
| 7.  | Killuminat 2K10 (featuring Mainavent)                |                                | 4:36  |
| 8.  | Cooley High (featuring Tey Martel & Tony Atlanta)    |                                | 4:20  |
| 9.  | Never See Tomorrow (featuring Ali Bang et Bigg Mizz) |                                | 3:55  |
| 10. | They Wanna Know                                      |                                | 4:20  |
| 11. | Reach for the Sky                                    |                                | 3:28  |
| 12. | Do It Right                                          |                                | 3:46  |
| 13. | Great Grandaddy Kush                                 |                                | 3:43  |
| 14. | Seen It All (featuring Young Buck)                   |                                | 4:06  |
| 15. | She Fresh                                            | Fresh de Kool & The Gang       | 4:21  |
| 16. | Fillmoe Slim                                         |                                | 2:47  |
| 17. | Facedown (featuring DJ Xrated)                       |                                | 4:43  |
| 18. | Feel Good To Ya                                      |                                | 4:12  |
| 19. | Count My Blessings (featuring The Jacka)             |                                | 4:22  |
| 20. | Gotta Get It (featuring Young LA)                    |                                | 5:06  |
| 21. | Immortals (featuring GLC)                            |                                | 4:56  |
| 22. | Bring It Back (featuring Bigg Mizz et Zayd Malik)    |                                | 4:08  |
| 23. | We Here Now (featuring Flam Beezy)                   |                                | 4:36  |
| 24. | Better Than Ever                                     |                                | 4:52  |